# É com Ela que Eu Estou
"É com Ela que Eu Estou" é uma canção do cantor sertanejo Cristiano Araújo. A canção foi lançada em 22 de setembro de 2014 como segundo single do álbum In the Cities - Ao Vivo em Cuiabá.
Essa é considerada por muitos como a canção de maior sucesso da carreira do cantor pelo fato de ter mais de 259 milhões de visualizações no YouTube, superando Caso Indefinido e por ser a música que foi mais longe nas paradas chegando ao 3º lugar na Billboard Brasil, assim como sua sucessora "Hoje Eu Tô Terrível".
Em 2015 foi lançado um livro virtual também chamado "É com Ela que Eu Estou", uma homenagem de uma fã, que misturou realidade e ficção sobre o romance entre o cantor Cristiano Araújo e sua namorada Allana Moraes, mortos num trágico acidente automobilístico.

## Composição
Com um ritmo empolgante de balada romântica, a canção foi composta por Marília Mendonça, Juliano Tchula, Hugo Del Vecchio e Frederico (da dupla João Neto & Frederico).

## Lista de faixas
| Download digital no iTunes |                          |         |  |
| N.º                        | Título                   | Duração |  |
| 1.                         | "É com Ela que Eu Estou" | 3:46    |  |

## Desempenho nas tabelas musicais
| Tabela musical (2014)                     | Melhor posição |
| ----------------------------------------- | -------------- |
| Brasil - Billboard Brasil Hot 100 Airplay | 3              |